# Niéré
Niéré est un village de la communauté rurale de Diembéring CR, située dans l'arrondissement de Kabrousse et le département d'Oussouye, une subdivision de la région de Ziguinchor dans la région historique de Casamance dans le sud du Sénégal.

## Présentation
Il est situé à environ 52 km de Ziguinchor.

## Géographie

### Population
| 1962                                                             | 1968 | 1975 | 1982 | 1990 | 1999 |
| ---------------------------------------------------------------- | ---- | ---- | ---- | ---- | ---- |
| 0                                                                | 0    | 0    | 0    | 0    | 0    |
| Nombre retenu à partir de 1962 : Population sans doubles comptes |      |      |      |      |      |